# František Politzer
František Politzer (22. února 1912 Halenkov – 29. října 1944 Stradishall) byl český důstojník a palubní navigátor 311. československé bombardovací perutě.

## Život

### Před druhou světovou válkou
František Politzer se narodil 22. srpna 1912 v Halenkově na Valašsku. Jeho rodina se často stěhovala. Vychodil čtyři ročníky měšťanské školy a vystudoval učitelský ústav v Mukačevu, kde i odmaturoval. Poté rok působil jako pedagog. V rámci prezenční vojenské služby absolvoval v letech 1935 a 1936 školu pro důstojníky pěchoty v záloze, poté se rozhodl pro kariéru vojáka z povolání a začal v roce 1937 studovat Vojenskou akademii v Hranicích. Po úspěšném dokončení studií v roce 1938 sloužil u pěšího pluku 13 v Boskovicích. Dosáhl hodnosti poručíka.

### Druhá světová válka
Po německé okupaci v březnu 1939 byl František Politzer propuštěn z armády, která byla následně zrušena. Opustil Protektorát Čechy a Morava a přes Jugoslávii a Palestinu se dostal do Francie, kde 9. února 1940 v Marseille vstoupil do zde vznikající Československé armády v zahraničí. Zúčastnil se bitvy o Francii, během které se vyznamenal záškodnickým činem proti německé armádě, načež byl osobně vyznamenán prezidentem Edvardem Benešem. Po pádu Francie v červnu 1940 se evakuoval do Spojeného království, kam dorazil 7. července 1940, a kde se opět přihlásil do řad Československé armády. Působil u pozemního vojska. V roce 1942 se oženil s Jean Awdry Kennard, manželům se narodila dcera Anna. Smrt jeho mladšího bratra Maxmiliána, který zahynul při nehodě na pozici druhého pilota 138. perutě RAF, jej inspirovala rovněž ke vstupu do Royal Air Force. Po výcviku mj. v Kanadě, Spojených státech amerických a na Bahamách byl jako palubní navigátor zařazen k 311. československé bombardovací peruti. Jako její příslušník se účastnil protiponorkových hlídkových letů na oceánem. Dne 29. října 1944 v brzkých ranních hodinách startoval jako člen posádky stroje Consolidated B-24 Liberator GR Mk.V BZ720 PP-G, který byl jedním ze tří letounů určených k útoku na německou ponorku U 1060 uvízlou u norského pobřeží, ze základny Wick. Letěl jako náhradník za kolegu, který se ženil. Krátce po startu stroj z neznámých příčin havaroval na skotském pobřeží severně od Helmsdale. Čtyři letci byli zraněni, mezi pěti zahynuvšími byl i František Politzer. Další dvě letadla útok úspěšně provedla. Jeho tělo bylo 3. listopadu 1940 zpopelněno v krematoriu v Glasgow a urna uložena v místě bydliště jeho manželky ve Stratfordu nad Avonou. Dosáhl hodnosti kapitána.

## Ocenění

### Vyznamenání
- 1940 Československý válečný kříž 1939

### Posmrtná ocenění
- V roce 1946 byl Františku Politzerovi in memoriam udělen druhý Československý válečný kříž 1939
- František Politzer byl v roce 1946 in memoriam povýšen do hodnosti štábního kapitána a v roce 1991 do hodnosti podplukovníka